# Aouissi
Le patronyme Aouissi fait référence aux « Banou Aïssa », descendants d'Aïssa Ibn Mohamed El Cherifi El Idrissi, « Aouissi » étant un diminutif pour le désigner, signifiant « petit Aïssa ».

## Fréquence régionale
Ce patronyme est répandu dans l'Est algérien, notamment dans les villes d'Aïn Beïda (Wilaya d'Oum El Bouaghi), Annaba (Wilaya d'Annaba), Guelma (Wilaya de Guelma) et dans le centre de l'Algérie à Madhi Aïn Madhi (Wilaya de Laghouat).

## Ascendance légendaire
Les Aouissi descendraient d'Aïssa Ibn Mohamed Ibn Salim Ibn Abi-el-Aïd Ibn Salim Ibn Ahmed Alouani Ibn Ahmed Ibn Ali Ibn Abdallah Ibn Abbas Ibn AbdelJabar Ibn Idriss, descendant du prophète Mahomet par sa fille Fatima.

## Histoire légendaire
Le premier à habiter Aïn Madhi aurait été Mohamed El Cherifi El Idrissi, quadrisaïeul d'Ahmed Tijani. Il serait venu du Maroc où il vivait jusqu'alors. Il aurait eu deux fils de son épouse Mbarka Bent Aïssa des Ouled Sidi Maamar : Ahmed et Aïssa.
Il aurait eu d'un autre mariage avec sa cousine un autre fils, Abderahmane, qui serait allé aux environs de Constantine pour faire des études, où il se serait marié et aurait eu plusieurs enfants, dont l'aîné est Ahmed Amokrane. Ce dernier serait le fondateur de la tribu des Ouled Amokrane.
S'agissant des deux fils Ahmed et Aissa, ils ont habité Aïn Madhi et ont fondé la famille des Tedjinis ou Tedjana. Ainsi, toutes les familles Tedjin' descendraient de ces deux personnes. Quant aux Aouissi et aux Delassi (…), ils sont issus d'Aïssa. Les Dohsi, les Daïb (…) sont issus de Ahmed. Ahmed Tijani est lui-même descendant de Ahmed.
Plus tard, une partie de la famille Aouissi se serait installée dans l'Est algérien, notamment à Constantine et à Aïn Beïda, où elle se serait mélangée à la tribu des Haraktas,,.